# Aleksandra Kaleta
Aleksandra Kaleta (ur. 5 marca 1998) – polska judoczka.
Zawodniczka UKS Judo Wolbrom (od 2011). Brązowa medalistka mistrzostw świata juniorek 2018. Brązowa medalistka zawodów pucharu Europy seniorek 2019 w Bratysławie. Wicemistrzyni Polski seniorek 2018 w kategorii do 52 kg. Ponadto m.in. dwukrotna mistrzyni Polski juniorek (2017 i 2018).